# Langbank
Langbank est un village d'Écosse, situé dans le council area et région de lieutenance du Renfrewshire, et plus précisément, sur la rive sud de la Clyde.
Le village possède une gare (en) depuis le 29 mars 1841 et est situé à proximité de la M8. Aujourd'hui, Langbank est un village-dortoir pour les villes de Paisley, Port Glasgow et Glasgow.

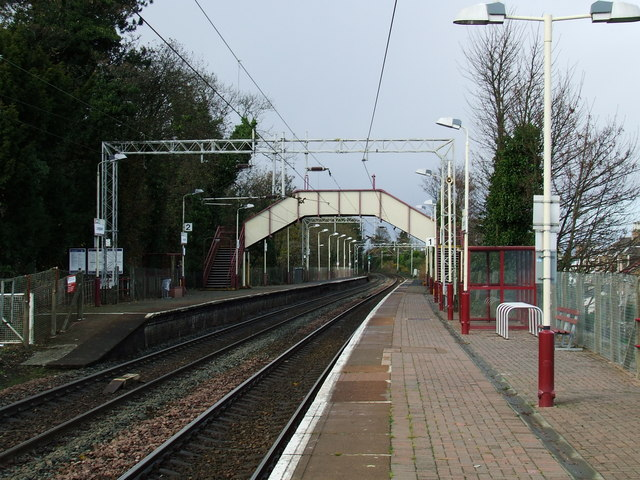
La gare de Langbank.